# Thomas Köhler
Thomas Köhler (ur. 25 czerwca 1940 w Zwickau) – niemiecki saneczkarz reprezentujący NRD, trzykrotny medalista olimpijski i czterokrotny medalista mistrzostw świata.

## Kariera
Pierwszy sukces w karierze osiągnął w 1962 roku, kiedy zdobył złoty medal w jedynkach podczas mistrzostw świata w Krynicy. Dwa lata później wystartował na igrzyskach olimpijskich w Innsbrucku, zdobywając kolejny złoty medal. Był to debiut tego sportu w programie olimpijskim, tym samym Köhler został pierwszym w historii mistrzem olimpijskim w saneczkarstwie. W zawodach tych wyprzedził dwóch rodaków: Klausa Bonsacka i Hansa Plenka. Na tej samej imprezie wystartował też w dwójkach, jednak jego osada nie ukończyła rywalizacji. Następnie zajął drugie miejsce w dwójkach na mistrzostwach świata w Davos w 1965 roku. W parze z Bonsackiem ulegli tam tylko parze Michael Köhler/Wolfgang Scheidel. Na rozgrywanych w 1967 roku mistrzostwach świata w Hammarstrand wywalczył dwa medale, zwyciężając w jedynkach i dwójkach. Brał też udział w igrzyskach olimpijskich w Grenoble w 1968 roku, ponownie dwukrotnie stając na podium. Najpierw wywalczył srebrny medal indywidualnie, przegrywając tylko z Austriakiem Manfredem Schmidem. Parę dni później w parze z Bonsackiem zdobył złoty medal w dwójkach.
Podczas ZIO 1968 był chorążym reprezentacji NRD.
W latach 1969-1976 był trenerem saneczkarskiej reprezentacji NRD.
Jego brat, Michael Köhler, także był saneczkarzem.